# Denis Kajkov
Denis Alekseevič Kajkov (in russo Денис Алексеевич Кайков?; Mosca, 12 agosto 1997) è un calciatore russo, difensore del Znamja Truda.

## Caratteristiche tecniche
È un difensore centrale.

## Carriera
Cresciuto nel settore giovanile della Lokomotiv Mosca, inizia la propria carriera nelle serie inferiori del calcio russo con le maglie di Orenburg-2 e Volga Ul'janovsk; nel 2019 si trasferisce al Neftechimik in seconda divisione, dove gioca 18 incontri fra campionato e coppe, quasi tutte da subentrato. Nel gennaio 2021 passa in prestito al Tambov con cui debutta in Prem'er-Liga il 7 marzo giocando il match perso 2-0 contro la Dinamo Mosca.

## Statistiche
Statistiche aggiornate al 19 marzo 2021.

### Presenze e reti nei club
| Stagione        | Squadra          | Campionato      | Campionato | Campionato | Coppe nazionali | Coppe nazionali | Coppe nazionali | Coppe continentali | Coppe continentali | Coppe continentali | Altre coppe | Altre coppe | Altre coppe | Totale | Totale | Totale |
| Stagione        | Squadra          | Comp            | Pres       | Reti       | Comp            | Pres            | Reti            | Comp               | Pres               | Reti               | Comp        | Pres        | Reti        | Pres   | Reti   |        |
| --------------- | ---------------- | --------------- | ---------- | ---------- | --------------- | --------------- | --------------- | ------------------ | ------------------ | ------------------ | ----------- | ----------- | ----------- | ------ | ------ | ------ |
| 2017-2018       | Orenburg-2       | 2D              | 19         | 0          |                 | -               | -               |                    | -                  | -                  |             | -           | -           | 19     | 0      |        |
| 2018-2019       | Volga Ul'janovsk | 2D              | 22         | 0          | CR              | 2               | 0               |                    | -                  | -                  |             | -           | -           | 24     | 0      |        |
| 2019-2020       | Neftechimik      | 1D              | 8          | 0          | CR              | 1               | 0               |                    | -                  | -                  |             | -           | -           | 9      | 0      |        |
| 2020-gen. 2021  | Neftechimik      | 1D              | 8          | 0          | CR              | 1               | 0               |                    | -                  | -                  |             | -           | -           | 9      | 0      |        |
| gen.-giu. 2021  | Tambov           | PL              | 4          | 0          | CR              | 0               | 0               |                    | -                  | -                  |             | -           | -           | 4      | 0      |        |
| Totale carriera | Totale carriera  | Totale carriera | 61         | 0          |                 | 4               | 0               |                    | -                  | -                  |             | -           | -           | 65     | 0      |        |